# Alpinia beamanii
Alpinia beamanii är en enhjärtbladig växtart som beskrevs av Rosemary Margaret Smith. Alpinia beamanii ingår i släktet Alpinia och familjen Zingiberaceae. Inga underarter finns listade i Catalogue of Life.